# Корінні народи Канади
Індіанці (рідше американські індіанці) — перші жителі північноамериканського континенту (який раніше мав назву «Вест-Індія», звідки й пішла сама назва «індіанці»), за винятком ескімосів і алеутів. Індіанці, ескімоси та алеути разом можуть називатися «корінні народи», «корінне населення», «аборигенні народи».
Вираз «червоношкірі» є застарілим і зараз не використовується в англійській мові. В англомовній Канаді використовують вирази Native Canadians (корінні канадці), Native Peoples (корінне населення), First Nations (перші народи) або Aboriginal Peoples (аборигенні народи), причому, вираз First Nations (перші народи) не застосовується до Métis (метиси) і Inuits (ескімоси). У Квебеку нині частіше використовується вираз «Autochtone» (корінний житель). Однак ці вирази часто відкидають особи, які воліють, щоб їх називали найменуваннями їхніх народів.
Згідно із Квебекським управлінням французької мови, вираз première nation (перший народ) узятий і відокремлений від назви Зборів перших народів, не повинен використовуватися як синонім виразів peuple (народ), communauté (громада) або nation (нація, народ), а у множині — як синонім виразів Autochtones (корінні жителі), Indiens, Amérindiens (індіанці, американські індіанці), Métis (метиси) і Inuits (ескімоси).

## Депопуляція
Спад кількості корінного населення Канади, тобто депопуляція була викликана, в першу чергу, діями європейців в ході колонізації, хвороб та переселення індіанців на гіршу місцевість у глибину континенту. Більш того, ще однією причиною знищення корінних народів по всій Канаді полягала в тому, що впроваджувалася чітка спланована низка заходів з дискримінації корінних народів в ході запровадження ідеології переваги білих. 
Результати сучасних досліджень, в тому числі в рамках спільного проєкту корінних народів та Саскачеванського університету (англ. The University of Saskatchewan, акронім: UofS), продемонстрували суспільству, що, наприклад, тільки народ сешельт у канадській провінції Британська Колумбія, на початку 2023 року виявив 40 нових безіменних могил у колишній школі-інтернаті для індіанців. Зазначена школа-інтернат Святого Августина працювала з 1904 по 1975 рік і перебувала у віданні католицької церкви. За даними Національного центру правди та примирення, ще в 1923 році батьки корінних народів забирали своїх дітей «на знак протесту проти низької якості освіти, жорсткої дисципліни та неадекватного харчування». За оцінками дослідників, починаючи з 1800-х років, 150 000 дітей корінних народів по всій Канаді були змушені відвідувати одну з більш ніж 130 подібних шкіл-інтернатів для індіанців. Щонайменше 4500 дітей загинули у цих школах, а остання з них зачинилася тільки в 1996 році.

## Демографія
У XX ст. чисельність індіанців у Канаді збільшилася вдесятеро. У період між 1900 і 1950 роками населення збільшилося лише на 29 %, але після 1960-х років рівень дитячої смертності в резерваціях різко впав, і чисельність населення зросла на 161 %. Починаючи з 1980-х років число індіанських немовлят збільшилося більше ніж удвічі, і наразі майже половина індіанського населення молодша 25 років. В результаті чисельність індіанського населення в Канаді, як очікується, різко зросте в найближчі десятиліття.
За переписом населення 2006 року чисельність індіанців у Канаді складала — 732 520 осіб.

## Список племен Канади

### До 1700 року
Найвідоміші народи:
- алгонкіни (східні ліси)
  - крі;
  - інну (монтаньє і наскапі);
  - оджибва;
  - мікмаки;
- ірокези (східні ліси)
  - гурони.

### Переселилися зі США
- сіу (Великі рівнини);
- делавари (Північний схід).